# Leiobunum peninsulare
Leiobunum peninsulare is een hooiwagen uit de familie Sclerosomatidae.